# Schwartzia spiciflora
Schwartzia spiciflora är en tvåhjärtbladig växtart som först beskrevs av A.L. Juss., och fick sitt nu gällande namn av H.G. Bedell. Schwartzia spiciflora ingår i släktet Schwartzia och familjen Marcgraviaceae. Inga underarter finns listade i Catalogue of Life.